# محمد عبد الله محمدية
محمد عبد الله محمدية هو واحد من أبرز عازفي الكمان في السودان شارك في العديد من الأعمال الفنية لكبار المغنيين والفرق الغنائية السودانية على مدى نصف قرن مواكبا التحولات التي طرأت على مستوى الأوركسترا الموسيقية السودانية من حيث اساليب العزف ونوعية الآلات وعدد العازفين.

## الميلاد
ولد محمد عبد الله محمد أبكر الشهير بـ «محمدية» في حي ديم جابر بمدينة بورتسودان، بولاية البحر الأحمر الحالية، في شرق السودان، وذلك في العام 1940م. ومحمدية هو لقب أطلق عليه من قبل أسرته اثناء صغره وهو لغة تصغير للفظ محمد بقصد الإطراء والدلال.

## التنشئة والتعليم
تلقي محمدية كافة مراحل تعليمه دون الجامعي في مسقط رأسه بمدينة بورتسودان. وفي مطلع ستينيات القرن الماضي انتقل من بورتسودان إلى العاصمة المثلثة الخرطوم حيث التحق بمدرسة التدريب على آلة الكمان بدار اتحاد الفنانين السودانيين في أم درمان. وسرعان ما تمكن من تعلم النوتة الموسيقية وتقنية عزف آلة الكمان على يد عازف الكمان الإيطالي إزو مايسترلي. وفي عام 1975 تم ابتعاثه إلى العاصمة المصرية القاهرة من قبل من وزارة الثقافة السودانية لدراسة الموسيقى في معهد الموسيقى الشرقية لمدة لثلاث سنوات. وإلى جانب ذلك درس محمدية العزف على آلة القانون وآلة العود والغيتار والبيانو بمجهوده الخاص، وكان يجيد العزف على كل هذه الآلات. وبعد عودته من القاهرة التحق بمعهد الموسيقى والمسرح السوداني وتخرج في قسم الموسيقى والدراما.

## حياته الفنية
أتقن محمدية العزف على عدد من الآلات الموسيقية منذ صغره، الأمر الذي جعل الكثيرين من كبار الفنانين يسعون إلى ضمه إلى فرقهم الموسيقية. ومما يذكر هنا أن الفنانة السودانية عائشة الفلاتية كانت قد رفضت في خمسينيات القرن الماضي أن يعزف محمدية في فرقتها لصغر سنه، إذ لم يتجاوز عمره آنذاك السابعة عشرة. وقد أشار محمدية نفسه إلى ذلك في إحدى مقابلاته الصحفية، كما قال إنه كان عاشقاً للموسيقى العربية ومعجباً جداً بعازف الكمان الشهير أحمد الحفناوي، فكان لا بد من الحصول على آلة كالتي يعزف بها الحفناوي، حتى يستطيع تقليده. وقال: «وجدت صعوبة شديدة في الحصول عليها، فكتبت خطاباً للفنان الكبير محمد عبد الوهاب شارحاً اعجابي بأعماله الفنية غنائية كانت أو تلحيناً للآخرين. ولم أجد رداً على الرسالة». لكنه حصل فيما بعد على آلة كمان هدية من لاعب نادي حي العرب الرياضي مدني محمد طاهر، وهي الهدية التي أدت إلى حدوث تغيير في مساره الفني والمهني وحولته من لاعب محترف لكرة القدم إلى عازف محترف لآلة الكمان.
وكانت أول تجربة له للعزف أمام الجمهور في احتفال أُقيم في النادي القبطي بمدينة بورتسودان بمناسبة عيدشم النسيم، عندما طُلِب منه العزف لأحد المطربين الذي كان سيتغنى بأغنية «بنادي عليك» للفنان فريد الأطرش.
. وفي عام 1963 إنضم إلى نقابة الفنانين السودانيين ثم لاحقاً في العام نفسه إنضم أيضاً إلى فرقة الإذاعة السودانية
كعازف آلة موسيقية.
وقد تم تكريمه في بعض الدول العربية مثل سلطنة عمان.

## نشاطه الرياضي
بالإضافة إلى هوايته العزف على الآلات الموسيقية وامتهانه للعزف على آلة الكمان كان محمدية لاعبا لكرة قدم بأندية الدرجة الأولى ومن بينها فريق المريخ، البورتسوداني. 

## اسلوبه الموسيقي ودوره في تطوير الموسيقى بالسودان
يوصف محمدية لدى الكثيرين في الأوساط الفنية السودانية بأنه أحد أعمدة الأوركسترا السودانية بالإذاعة والتلفزيون، والأكثر مشاركة وتوثيقا من العازفين في الحفلات والاحتفالات العامة والتسجيلات الموسيقية بالسودان. وتمتلك مكتبة الإذاعة والتلفزيون مئات الأغنيات التي شارك فيها محمدية مع مختلف أساطين الغناء السوداني بدءا من الفنان عثمان حسين وحتى المطربة السودانية الواعدة أفراح عصا خلال الخمسين عاماً ونيف التي قضاها عازفاً لآلة الكمان.
كما شارك في عدة مهرجانات موسيقية وغنائية عربية وأفريقية، ومن بينها مشاركته بالعزف على الكمان مع الفرقة الماسية للفنان عبد الحليم حافظ بقيادة الموسيقار المصري أحمد فؤاد حسن بالقاهرة وذلك اثناء فترة دراسته للموسيقى في مصر.
وحسب الدكتور الموسيقار أنس العاقب فقد كان محمدية يجمع بين السلم الموسيقى الخماسي الذي يميز الموسيقى الغنائية السودانية والسلم السباعي والشرقي المستخدم في موسيقى مصر والشرقين الأوسط والأدنى، ومع ذلك فإنه لم يكن يميل إلى تأليف الموسيقى بنفسه. ولم يسجل في الإذاعة السودانية إلا مقطوعة موسيقية واحدة فقط.
ولكنه اتجه مؤخراً قبل مرضه إلى هذا النحو وإنتهى من تأليف 13 مقطوعة موسيقية.
ساهم محمدية في تأسيس فرق موسيقية مثل فرقة النجوم، التي كانت تصاحب الفنانين السودانيين بالعزف على مدى عشر سنوات، وفرقة البعد الخامس. كما ساهم في تدوين النوتة الموسيقية لمعظم الإغاني السودانية الشهيرة. وفقاً للموسيقار يوسف حسن صديق فقد «كانت للموسيقار محمدية له نكهة خاصة وأسلوباً خاصاً، وبدأ حياته المهنية من الصفر وتعلم الإنجليزية والفرنسية بمجهوده الخاص، وكان عضوا في لجان الألحان والأصوات.»

وتعامل في السودان مع عدد كبير من المغنين الكبار من بينهم إبراهيم الكاشف وأحمد المصطفى وإبراهيم عوص وعثمان حسين ومحمد وردي (أغنية قلت أرحل) وحمد الريح (أغنية إلى مسافرة) ومحمد الأمين (أغنية شال النوار) و (ملحمة الثورة).

## وفاته
توفي 17 يوليو / تموز عام 2014 في السودان ودفن في مقابر حمد النيل بإم درمان.

## نماذج من أعماله
وصلات من موقع يوتيوب حول أعمال محمدية:
أضغط للاستماع إلى عزف صولو بالكمان